# Олексіївська сільська рада (Подільський район)
Олексі́ївська сільська́ ра́да — колишня адміністративно-територіальна одиниця та орган місцевого самоврядування в Подільському районі Одеської області. Адміністративний центр — село Олексіївка.

## Загальні відомості
Олексіївська сільська рада утворена в 1922 році.
- Територія ради: 61,32 км²
- Населення ради: 1 024 особи (станом на 2001 рік)

## Населені пункти
Сільській раді підпорядковані населені пункти:
- с. Олексіївка
- с. Глибочок
- с. Миколаївка

## Населення
Згідно з переписом УРСР 1989 року чисельність наявного населення села становила 802 особи, з яких 367 чоловіків та 435 жінок.
За переписом населення України 2001 року в селі мешкали 1023 особи.

### Мова
Розподіл населення за рідною мовою за даними перепису 2001 року:
| Мова       | Відсоток |
| ---------- | -------- |
| українська | 89,94 %  |
| молдовська | 4,79 %   |
| російська  | 4,10 %   |
| вірменська | 0,78 %   |
| болгарська | 0,10 %   |
| інші       | 0,29 %   |

## Склад ради
Рада складається з 14 депутатів та голови.
- Голова ради:
- Секретар ради: Берегой Олена Борисівна

### Керівний склад попередніх скликань
| Прізвище, ім'я, по батькові   | Основні відомості                                    | Дата обрання | Дата звільнення |
| ----------------------------- | ---------------------------------------------------- | ------------ | --------------- |
| Сметана Володимир Георгійович | Сільський голова, 1965 року народження, безпартійний | 26.03.2006   | 31.10.2010      |

Примітка: таблиця складена за даними сайту Верховної Ради України

### Депутати
За результатами місцевих виборів 2010 року депутатами ради стали:

#### За суб'єктами висування
| Суб'єкт висування | Кількість обраних депутатів | %   |
| ----------------- | --------------------------- | --- |
| Партія регіонів   | 14                          | 100 |

#### За округами
| № округу        | Прізвище, ім'я, по батькові     | Дата визнання обраним | Освіта  | Партійна приналежність | Відомості про обраного депутата                      |
| --------------- | ------------------------------- | --------------------- | ------- | ---------------------- | ---------------------------------------------------- |
| Партія регіонів |                                 |                       |         |                        |                                                      |
| 1               | Барабаш Наталя Миколаївна       | 05.11.2010            | середня | член Партії регіонів   | Олексіївська сільська рада, землевпорядник           |
| 2               | Троян Лариса Феодосіївна        | 05.11.2010            | середня | позапартійна           | ТОВ «Світоч», завідувачка складом                    |
| 3               | Закревська Людмила Михайлівна   | 05.11.2010            | вища    | член Партії регіонів   | клуб с. Олексіївка, завідувачка                      |
| 4               | Сметана Світлана Михайлівна     | 05.11.2010            | середня | член Партії регіонів   | тимчасово не працює                                  |
| 5               | Ткач Зінаїда Володимирівна      | 05.11.2010            | вища    | член Партії регіонів   | Олексіївська загальноосвітня школа І-ІІ ст., вчитель |
| 6               | Берегой Олена Борисівна         | 05.11.2010            | середня | член Партії регіонів   | Олексіївська сільська рада, рахівник-касир           |
| 7               | Палица Тетяна Олексіївна        | 05.11.2010            | середня | позапартійна           | тимчасово не працює                                  |
| 8               | Думік Зоя Іванівна              | 05.11.2010            | вища    | позапартійна           | Олексіївська сільська рада, секретар                 |
| 9               | Чиркіна Жанна Яківна            | 05.11.2010            | вища    | член Партії регіонів   | відділ Держкомзему у Котовському районі, спеціаліст  |
| 10              | Полянецька Тетяна Володимирівна | 05.11.2010            | вища    | позапартійна           | Олексіївська сільська рада, головний бухгалтер       |
| 11              | Дарануца Олена Георгіївна       | 05.11.2010            | середня | позапартійна           | Глибочанська загальноосвітня школа І-ІІ ст., кухар   |
| 12              | Кравченко Галина Григорівна     | 05.11.2010            | середня | позапартійна           | тимчасово не працює                                  |
| 13              | Земка Іван Сергійович           | 05.11.2010            | вища    | позапартійний          | тимчасово не працює                                  |
| 14              | Володівщук Валентина Михайлівна | 05.11.2010            | середня | позапартійна           | тимчасово не працює                                  |